# Lista över civilingenjörsutbildningar
Detta är en lista över existerande och avskaffade eller omstöpta civilingenjörsinriktningar.
- Arkitektur (A)
- Automation och mekatronik
- Bioteknik (B)
- Bioinformatik
- Datateknik/Datorteknik (D)
- Data- och medieteknik
- Datorsäkerhet
- Design och produktframtagning
- Design och produktutveckling
- EEIGM
- Ekosystemteknik
- Elektronikdesign
- Elektroteknik
- Energisystem
- Energiteknik
- Energi, miljö och management
- Ergonomisk design och produktion
- Farkostteknik (T)
- Geoteknologi
- Globala system
- Industriell arbetsmiljö
- Industriell ekonomi (I)
- Industriell kemi
- Informationsteknologi (läran om informationsteknik)
- Interaktion och design
- Kemi och kemiteknik
- Kemiteknik med fysik
- Kemisk biologi
- Kemiteknik
- Kemiteknisk design
- Kommunikation, transport och samhälle (Kommunikations- och transportsystem)
- Lantmäteri
- Civilingenjör och lärare
- Maskinteknik (M)
- Materialdesign
- Materialteknik
- Medicinsk teknik
- Medieteknik
- Miljö- och vattenteknik
- Mikroelektronik
- Mjukvaruteknik
- Molekylär bioteknik
- Naturresursteknik
- Riskhantering
- Rymdteknik
- Samhällsbyggnad
- Samhällsbyggnadsteknik
- Samhällsteknik
- Skeppsbyggnad
- Spel- och programvaruteknik
- System i teknik och samhälle
- Teknisk biologi
- Teknisk datavetenskap
- Teknisk design
- Teknisk fysik (F)
- Teknisk fysik och elektroteknik (Y)
- Teknisk fysik med materialteknik
- Teknisk fysik med materialvetenskap
- Teknisk matematik (TM)
- Teknisk nanovetenskap
- Väg- och vattenbyggnad (V)